# Govanakoppa K.S., Parasgad
Govanakoppa K.S. là một làng thuộc tehsil Parasgad, huyện Belgaum, bang Karnataka, Ấn Độ.